# Latte (chip grafico)
Latte è il nome in codice della GPU di tipo GPGPU usata per la console Nintendo Wii U. È stata creata da Nintendo e AMD usando un processo a 40 nm e risiede insieme alla CPU Espresso nel modulo MCM (Multi-Chip Module) che consente una comunicazione diretta tra la 2 componenti evitando un consistente bandwidth.

## Design
La GPGPU deriva della famiglia delle Radeon E6760 GPU ed è la componente più grande del Multi-chip module nel quale risiedono sia la CPU che la componente grafica. Questa soluzione consente una riduzione sostanziale dei consumi in raffronto ad alte prestazioni e velocità di comunicazione tra le componenti che diminuisce il bandwidth necessario allo scambio dei dati, che è supportato da un banco di 32 MB di eDRAM dedicato alla GPU. Queste prestazioni generano 3 volte il calore del predecessore Wii, tuttavia mitigato da un dissipatore e da una ventola più grandi ed efficienti.

## Caratteristiche
- GPU + memory, 37.5 mm x 37.5 mm BGA
- Consumo: 35W

GPU
- Processo: 40 nm
- Frequenza: 550 Mhz(min)/ 600 Mhz(max) PCI Express® 2.1 (x1, x2, x4, x8, x16)
- Shader Processing Units: 6 SIMD engines x 80 processing elements = 480 shaders
- FLoating point Operations Per Second: 176 GFLOPs (single precision)/372 GFLOPs (peak)
- AMD App Acceleration, AMD Eyefinity & AMD HD3D technologies
- DirectX® 11 (effetti equivalenti)
- Shader Model 5.0
- OpenGL 4.1
- OpenCL™ 1.18, DirectCompute 11

Memoria
- Frequenza: 800 MHz / 3.2 Gbps
- Tipo configurazione: 128-bit wide, 1 GB, GDDR5, 51.2 GB/s